# Ramón Sender Barayón
Ramón Sender Barayón (Madrid, 29 de octubre de 1934) es un compositor, artista visual y escritor estadounidense pionero de la música electrónica. Fue cofundador justo con Morton Subotnick del San Francisco Tape Music Center en 1962. Es hijo de la activista anarquista Amparo Barayón, represaliada del franquismo, y del escritor español Ramón J. Sender.

## Primeros años
Sender nació en Madrid, España, si bien pronto hubo de emigrar a Estados Unidos. Tras la muerte de su madre a manos de las fuerzas franquistas en 1936, Ramón fue evacuado a Francia por la Cruz Roja, junto con su hermana Andrea previas gestiones de su padre. En 1939, reunidos Ramón y Andrea de nuevo con su padre se embarcan rumbo a Estados Unidos, donde su padre les deja bajo la tutela de Julie Davis West.
Ramón fue acogido por Julia Davis quien más tarde se convertiría en su madre adoptiva, mientras que su padre se exilió en México. 
Estudió en el Conservatorio de Música de San Francisco, donde participó en la construcción del primer estudio de música electrónica del centro.

## San Francisco Tape Music Center
Ramón fue, junto con Morton Subotnick, fundador del San Francisco Tape Music Center.

## Morningstar
También participó en la fundación de la comuna Morningstar.

## Regreso a España
El 13 de diciembre de 1981, mediante carta al director en el periódico "El País" Ramón solicita colaboración para reconstruir los hechos que rodearon la muerte de su madre, pero no fue hasta 1982, tras la muerte de su padre, cuando Ramón volvió a España por primera vez. Durante su visita se entrevistó con familiares y conocidos de su padre y continuó su trabajo de documentación resultado del cual son más de 30 horas de entrevistas grabadas. 

Llegué de España con treinta horas de entrevistas grabadas y pasé los siguientes meses intentando desentrañar toda la información, con un diccionario de español en mi regazo y la amable colaboración de mi mujer, Judy que, por suerte para mí, habla y lee bien el español; sin su ayuda no podría haber recuperado los hechos que rodearon la vida y el asesinato de mi madre.

En 1991 Sender Barayón publica Muerte en Zamora.
En octubre de 2017, la editorial Postmetropolis reeditó Muerte en Zamora, con prólogo de Paul Preston y textos de Helen Graham y Francisco Espinosa Maestre.

## Documental
En 2018 se completa "Sender Barayón. Viaje hacia la luz", dirigida por Luis Olano, también nieto de un exiliado español.
Durante los primeros meses de 2019 la película, enteramente financiada mediante crowd-founding donde recaudó 4.295 euros, y con la colaboración del Instituto de Estudios Altoaragoneses y el Instituto de Cine de Madrid se preestrena en varias salas y centros culturales de España.

## Reconocimientos
El 18 de marzo del 2019, Sender fue homenajeado por el Conservatorio de Música de San Francisco, habiéndose interpretado el día anterior su obra Tropical Fish Opera en el Steinhart Aquarium. Durante el homenaje, se le otorgó el SFCM’s Distinguished Alumni Award. Un breve video muestra algunos momentos del concierto.